# Stazione di Boves
La stazione di Boves era una stazione ferroviaria posta sulla linea Cuneo-Boves-Borgo San Dalmazzo. Serviva il centro abitato di Boves.